# 王阎镇
王阎镇，是中华人民共和国陕西省商洛市山阳县下辖的一个乡镇级行政单位。
2015年，陕西省民政厅批复同意撤销天桥镇，并入王阎镇。

## 行政区划
王阎镇下辖以下地区：
丰川村、双河村、石垭子村、口头坪村、黄石关村、冻子沟村、天桥村、大岭村、大坪村、夏家坪村、龙洞川村、蜡烛山村、靳家河村和吕家坪村。